# إقدام (اسم)
إِقْدَام هو اسم علم مذكر ومؤنث من أصل عربي، ومعناه هو الجرأة والشجاعة.